# Aedes canadensis
Aedes canadensis är en tvåvingeart som först beskrevs av Theobald 1901.  Aedes canadensis ingår i släktet Aedes och familjen stickmyggor. Inga underarter finns listade i Catalogue of Life.